# Герб Дублян
Герб Дублян — офіційний геральдичний символ міста Дубляни Львівської області, затверджений 11 жовтня 1991 року. Герб є промовистим.
Розроблений Андрієм Гречилом, Іваном Сварником та Іваном Турецьким.

## Опис
У золотому полі з зеленої основи виростають два дуби із зеленими кронами, між ними вгорі — синій трикутник з Оком Провидіння.
Щит обрамований декоративним картушем і увінчаний срібною міською короною.

## Зміст
Всевидяче Око вживалося на давній печатці Дублян із ХІХ ст. Два дуби вказують на назву поселення та характеризують місцеву флору. Золоте поле означає багатство й добробут.